# Раутиания
Раутиания (лат. Rautiania) — вымерший род планирующих неодиапсидных рептилий из семейства вейгельтизаврид, ископаемые остатки которых известны из позднепермских отложений России. Описаны два вида: Rautiania alexandri и Rautiania minichi, которые различаются строением верхнечелюстных и теменных костей. Окаменелости раутиании помогли выявить некоторые аспекты анатомии и образа жизни вейгельтизаврид — например, строение «гребня» на задней части головы и большое количество адаптаций для жизни в кронах деревьев.

## Открытие
Окаменелые остатки раутиании были впервые обнаружены во время палеонтологической экспедиции 2005 года в Оренбургской области России. В местонахождении Кульчумово-А были найдены многочисленные изолированные кости рептилий семейства Weigeltisauridae. Некоторые из этих костей (а именно, верхнечелюстные и теменные кости) имели два разных морфотипа. В 2006 году палеонтологи Российской академии наук Валерий Буланов и Андрей Сенников описали эти находки как новый род Rautiania; название было дано в честь российского зоолога Александра Сергеевича Раутиана. Морфотипы были выделены в два отдельных вида: R. alexandri и R. minichi. 
Видовое название типового вида R. alexandri также было дано в честь Александра Раутиана, в то время как R. minichi был назван в честь другого российского палеонтолога, Максима Георгиевича Миниха. В 2010 году было опубликовано описание остатков неназванного вида раутиании (череп и посткраниальный скелет), показавшее некоторые анатомические особенности рода и вейгельтизаврид в целом.

## Описание

### Череп
Череп раутиании обладал рядом уникальных характеристик, которые отличают этот род от других вейгельтизаврид, а также виды друг от друга. Предчелюстная кость была длинной и узкой, с 11–13 зубами (более чем в два раза больше, чем у Weigeltisaurus jaekeli). Верхняя челюсть различалась у разных видов. R. alexandri имела верхнюю челюсть с 30 близко расположенными зубами и гребнем под глазницей. R. minichi, напротив, имела верхнечелюстную кость с меньшим количеством (23) более редко расположенных зубов; гребень под глазницей отсутствует. Зубы уплощены с боков и расширяются спереди назад. У R. alexandri это наиболее выражено в задней части верхней челюсти, а у R. minichi - в середине. Зубы на предчелюстной кости были маленькими, коническими, слегка загнутыми; их размер уменьшается к дистальной части. Скуловая кость имела два шипа на внешней поверхности и большую площадь для прикрепления мышц на внутренней поверхности.
Обнаружение костей раутиании помогли прояснить некоторые аспекты анатомии черепа вейгельтизаврид, в частности, связанные с костями задней части черепа. Как и у других вейгельтизаврид, в задней части черепа животного были крупные парные височные отверстия, окаймлённые костными шиповидными выступами, образующими «гребень». Задний нижний угол височного окна образована квадратно-скуловой костью. Она была мелкой, с одним большим шипом, прочно сочленялась с квадратной костью. Чешуйчатая кость была высокой и слегка наклонённой назад; она окаймлена большими шипами, направленными наружу, что характерно для вейгельтизаврид. Верхний край височного окна образован теменной костью, которая отличается по строению у разных видов рода. У R. alexandri теменная кость образована рядом тонких блочных структур.  На теменной кости R. minichi располагался ряд крупных, широко расставленных шипов. Верхняя часть заднелобной кости шире, чем у других членов семейства.

### Посткраниальный скелет
Буланов и Сенников (2010) описали несколько специфичных аспектов анатомии скелета раутиании. Крестец состоял из трёх позвонков, в то время как у других вейгельтизаврид было по два позвонка. Судя по морфологии, первый крестцовый позвонок, вероятно, изначально не был частью крестца. Крестец соединяется с подвздошными костями с помощью трёх крестцовых рёбер, по одному с каждой стороны каждого позвонка. Второе и третье крестцовые рёбра были массивными, сросшимися с соответствующими позвонками, уплощёнными, имеющими веерообразую форму. Первое крестцовое ребро слегка изогуто назад, второе прямое, а третье слегка изогнуто вперёд.
Плечевая кость была длинной, изогнутой и сильно скрученной вдоль своей продольной оси. Несмотря на лёгкую структуру кости, скульптурные элементы и эпифизы были хорошо развиты. В целом она очень напоминала плечевые кости представителей клады Araeoscelidia, таких как Petrolacosaurus и Araeoscelis. На кистях было пять пальцев с удлинёнными фалангами. Фаланговая формула — 2-3-4-5-4  (на пятом пальце на один сустав больше, чем у большинства других рептилий,). Предкогтевые фаланги удлинённые, когти сильно изогнуты.

## Палеобиология
Как и другие вейгельтизавриды, раутиании, вероятно, могли совершать планирующие прыжки благодаря коже, натянутой между костными стержнями, прикреплёнными к туловищу. Хотя ни в одном образце Rautiania эти стержни не сохранились, на некоторых окаменелостях фиксируются адаптации к планирующему полёту, а также приспособления к жизни на деревьях. Например, скуловая кость имела внутреннюю структуру с открытыми каналами и воздушными камерами, что делало большой черепной гребень относительно лёгким для своего размера. Наличие трёх крестцовых позвонков (а не двух, как у большинства других членов семейства), вероятно, помогало опорно-двигательному аппарату поглощать ударную волну при приземлении на деревья после планирования. Лёгкая, но прочная плечевая кость обеспечивала животному как лучшие способности к полёту, так и более эффективное лазание по деревьям. Пропорции кисти очень похожи на пропорции современных лазающих ящериц и млекопитающих, что является аргументом в пользу того, что раутиания и другие вейгельтизавриды были хорошо приспособлены к жизни на деревьях. Полёт, вероятно, был приспособлением для облегчения передвижения между редкими кронами деревьев в верхнем ярусе леса.